# Anna Ruiz Sospedra

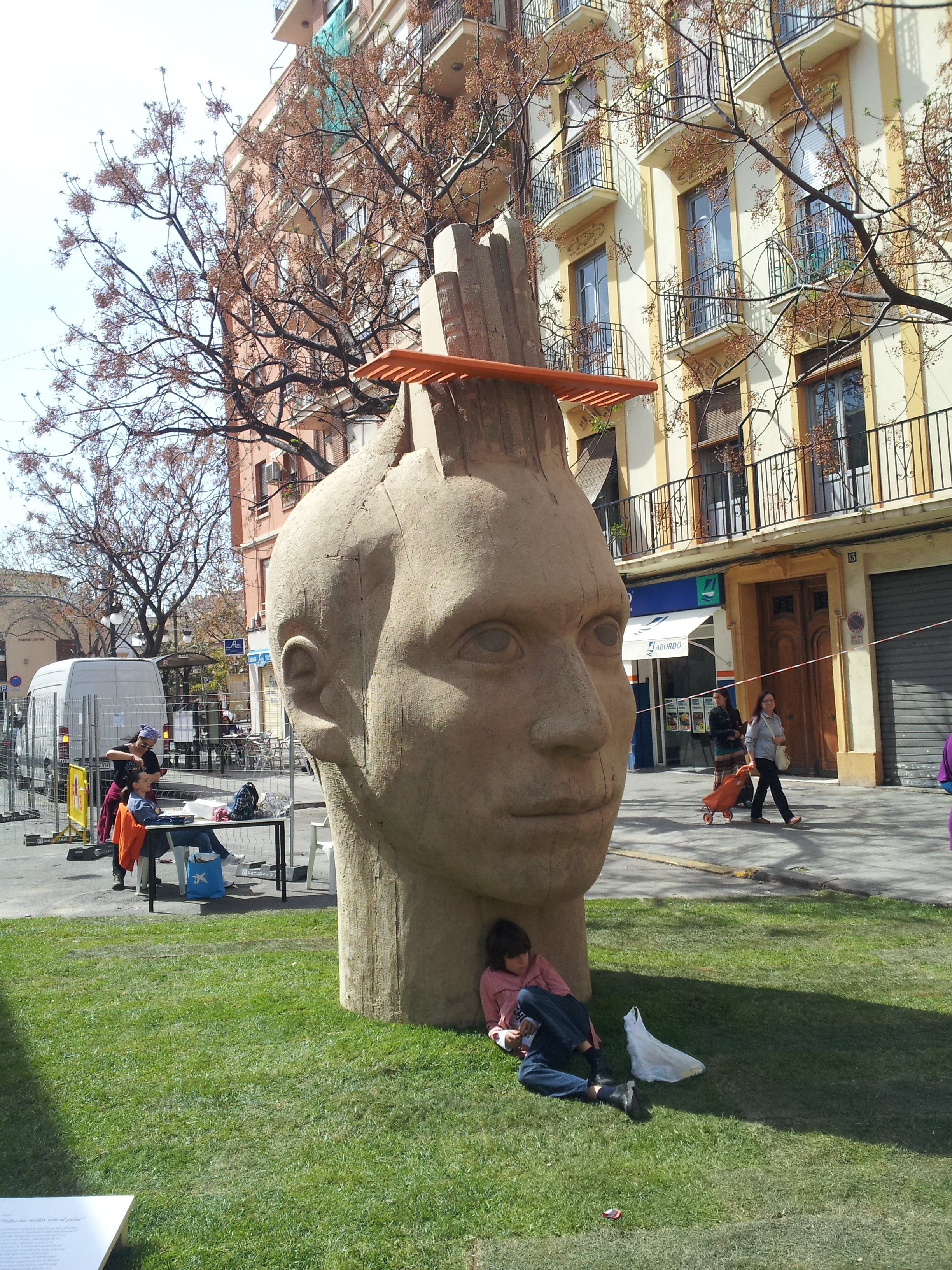
"Repeteixes o qüestiones",Falla 2014 de Plaça Jesús

Anna Ruiz Sospedra (València, 1979) és una artista plàstica valenciana. És llicenciada en Belles Arts per la UPV i també ha cursat estudis d'Història de l'Art. Part de la seua formació la realitza a l'Academia de Belles Arts de Palermo. És filla del conegut artista Alfredo Ruiz
Al llarg de la seua trajectòria artística participa en nombroses simposis i exposicions al llarg de tot el territori valencià, a nivell estatal i també a nivell internacional. Obres creades per ella són exposades a diversos festivals, biennals i certamens aconseguint guardons com el Senyera d'Esculptura en la seua edició 2010 atorgat per l'Ajuntament de València.
Pel que fa a la seua producció de Falles planta la seua primera obra infantil a principis del segle XXI per la comissió Quart - Palomar. A continuació en 2009 s'encarregarà dels dos cadafals a la mateixa demarcació creant la primera Falla gran amb el lema "Talaia". La seua trajectòria al món faller li reporta diversos premis en la categoria de Falles Innovadores i Experimentals amb les comissions de Lepanto - Guillem de Castro i també amb Mossén Sorell - Corona. Les seues instal·lacions efímeres també s'han pogut observar a emplaçaments com Plaça de Jesús, Tres Camins - Pinedo o a Sagunt en la demarcació d'El Mocador. D'entre tota la producció destaca "El laberint dels afectes" realitzada a la Plaça de la Mecè l'any 2013 a la secció 1A. Creada en col·laboració amb Giovanni Nardin aquesta obra va polaritzar al públic donat el canvi que va suposar en una ubicació on al llarg de la història s'havien plantat Falles de caracter més convencional per al món faller. La Falla estava prevista classificar-la en Secció Especial, on Anna Ruiz s'haguera convertit en la primera dona en plantar en la màxima categoria de les Falles de València.
Una fita destacada de la seua carrera com artista arriba l'any 2017 al resultar triada junt a Nardin per a la Falla infantil municipal de València després d'alguns intents en edicions anteriors del concurs. Amb el lema "Descobrir i redescobrir" els artistes plantegen als xiquets imaginar, viatjar i divertir-se amb la lectura de les històries i personatges de famosos contes expressats amb una plàstica senzilla,creativa i molt treballada utilitzant fusta com a material principal.
L'artista li atorga una gran importància al material emprat en la seua obra. Així en les seues creacions efímeres per a Falles és habitual trobar l'ús de la fusta com acabat final, el cartró com a element fonamental del cos central del cadafal i també la tècnica de buidatge de motles de guix. La utilització dels mateixos ve donada per la concepció d'Anna entenent que el límit el posa el caracter combustible de l'obra efímera.
Des de les seues creacions planteja el qüestionament de qualsevol prejuí o idea preconcebuda respecte a gènere, educació o social. A més de per la seua vinculació familiar, la festa fallera li interessa pel seu aspecte sociològic, per la seua condició de mitjà d'expressió artística en un espai obert, el caràcter efímer, on el foc és tan important com la pròpia obra i el fet de viure un ambient festiu i públic accessible a tota persona.

## Galeria

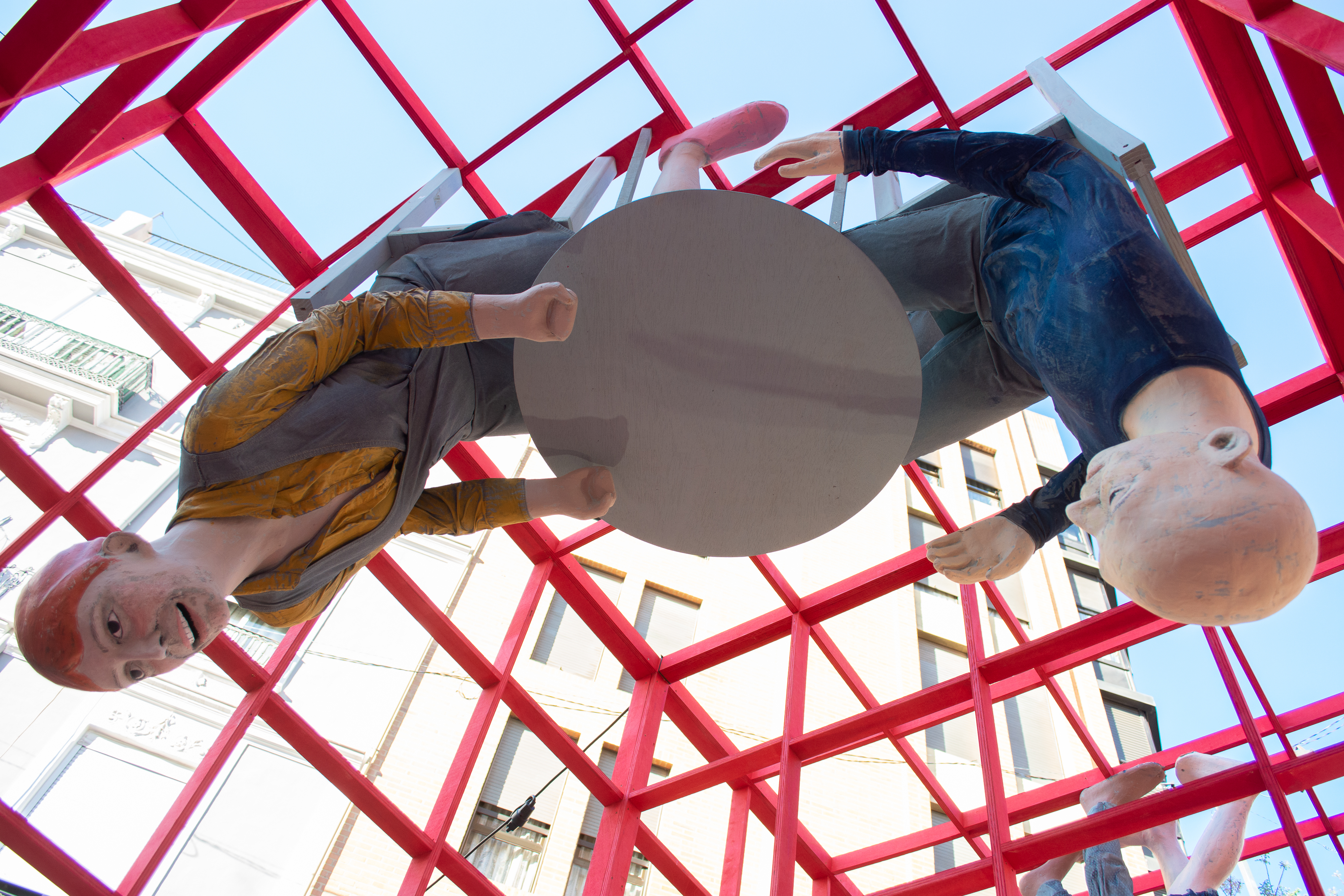
"Estances", Falla 2019 de Lepanto - Guillem de Castro
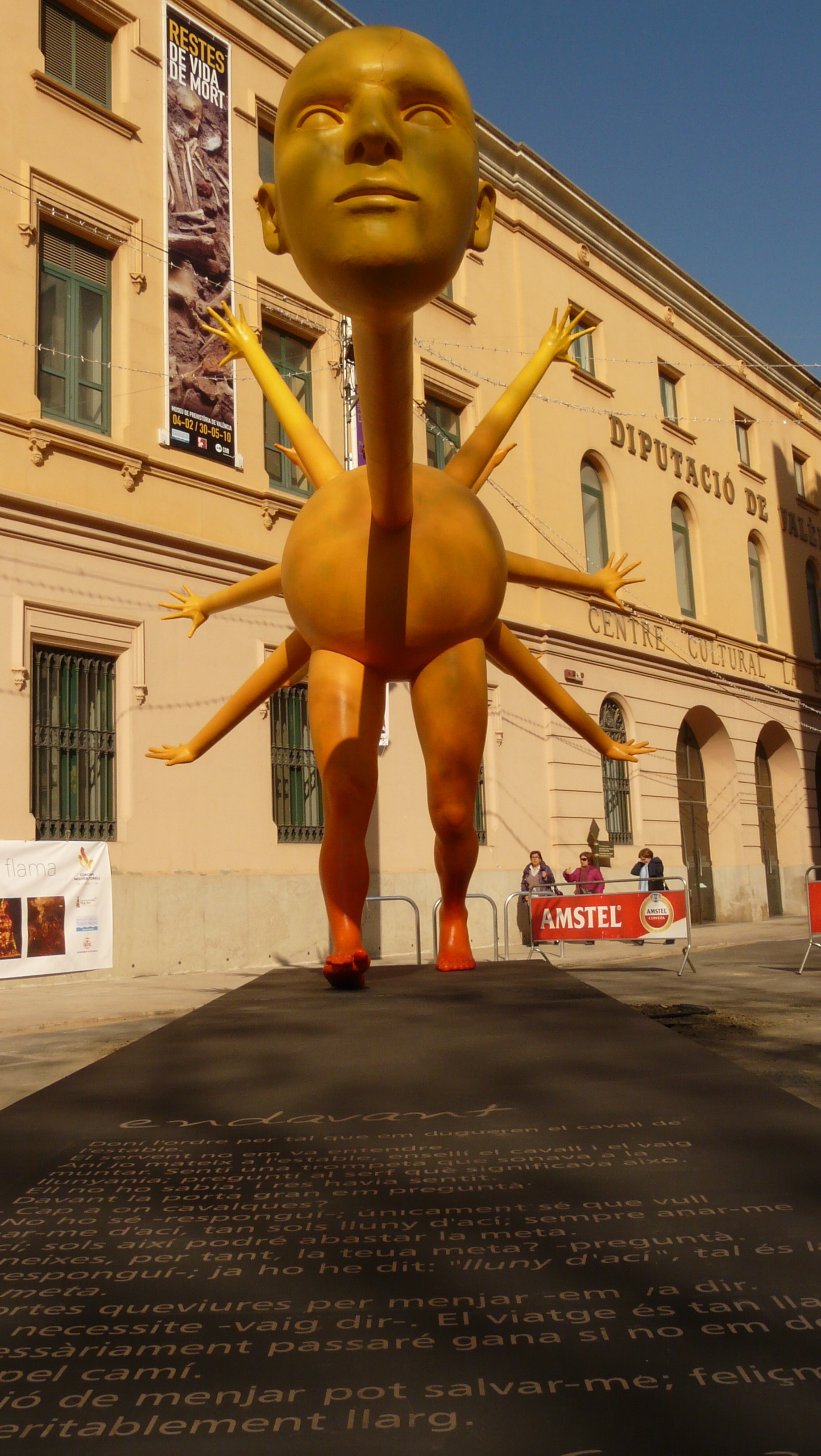
"Endavant", Falla 2010 de Mossén Sorell - Corona
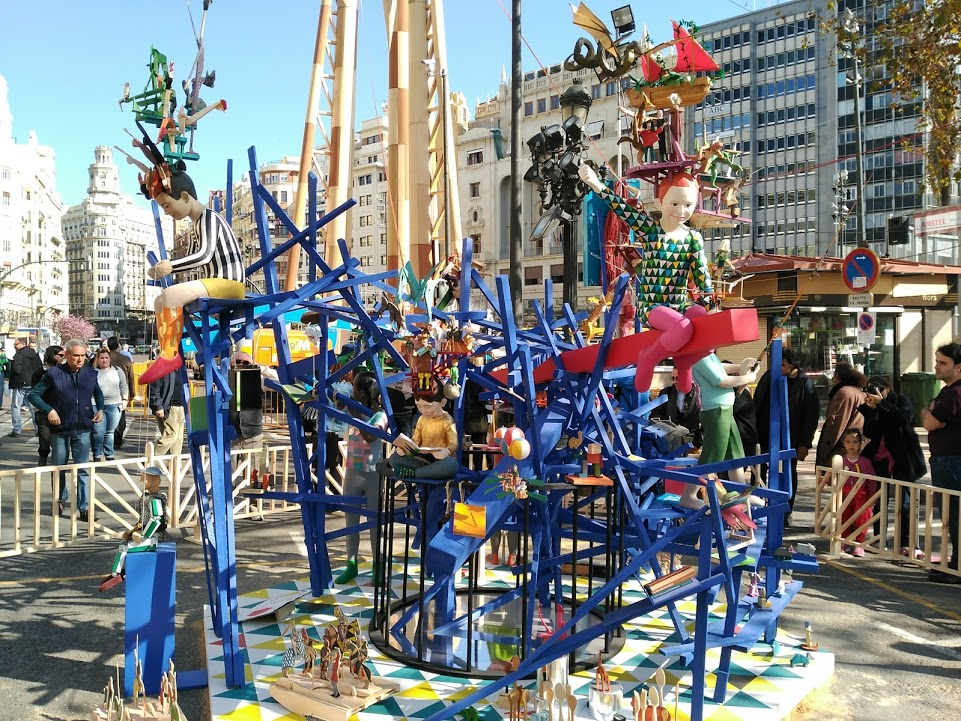
"Descobrir i redescobrir", Falla infantil de l'Ajuntament de València 2017